# Cratere Sauk
Sauk  è un cratere sulla superficie di Marte.